# Spilosoma morio
Spilosoma morio là một loài bướm đêm thuộc phân họ Arctiinae, họ Erebidae.